# 淮南东路
淮南东路是中國宋朝(960年-1279年) 的一个地方行政区。熙宁五年（1072年）分淮南路为东西二路。淮南东路始建制，首府在今天的揚州，故而民間也稱呼其為揚州路；後於宋朝滅亡後劃入元朝的江淮行省扬州路。崇宁(1102年-1106年)年间， 淮南东西兩路人口共计达到130万。

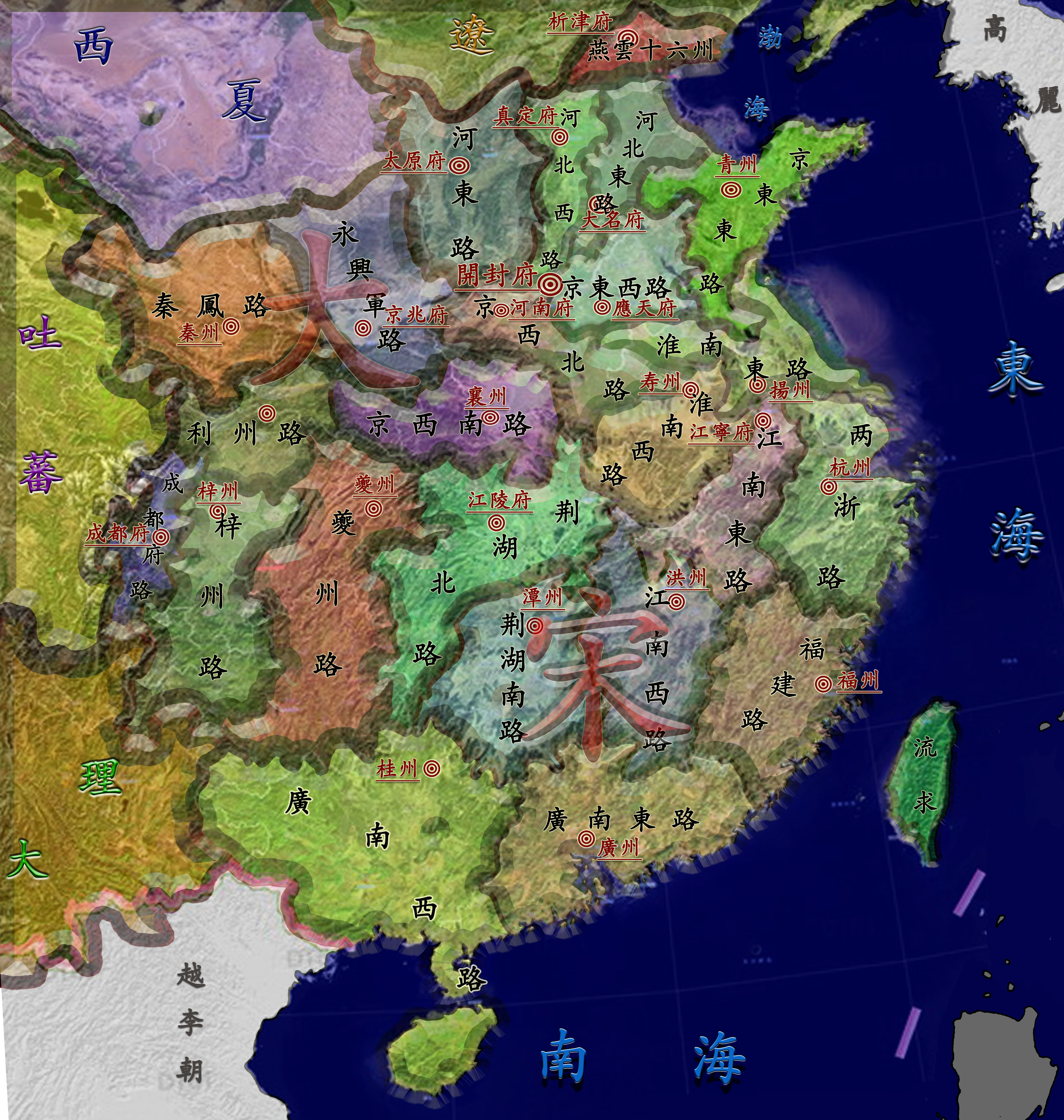
北宋 分路图

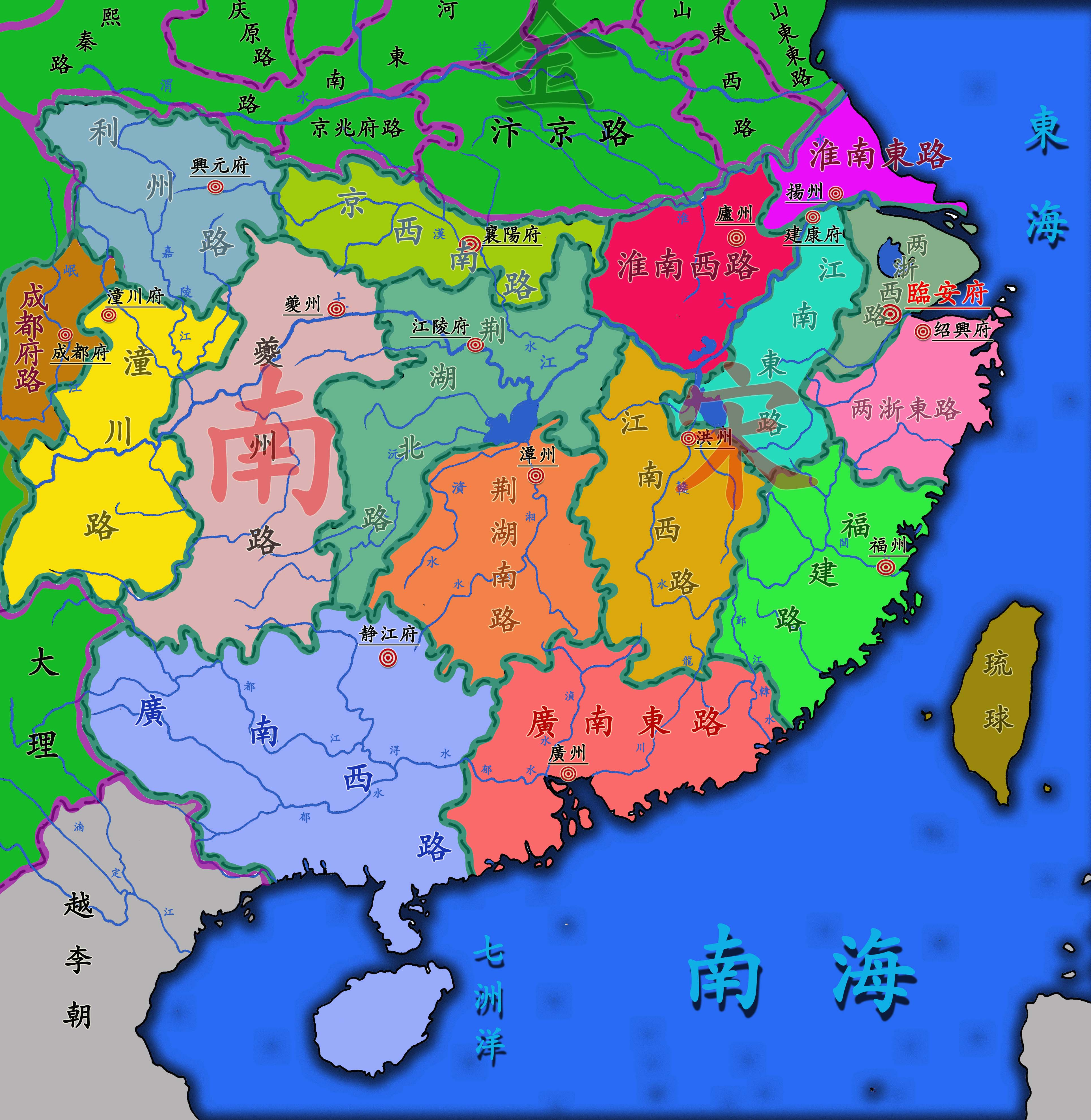
南宋 分路图

北宋時，富裕商人阶层和新兴的市场经济在此地得到发展，揚州和淮安等主要城市成为新兴商业中心，成为富裕的代名词。“二十四孝”中的一位朱寿昌出自北宋時期的揚州。
南宋建炎衣冠南渡，淮南兩路建制仍在，但成為宋金交戰的主戰場之一，辛棄疾词中有“烽火扬州路”來描寫戰爭對於江淮地區經濟的破壞。淮河成为北方的金和南方的南宋的边界线。红袄军起义之后，海州被南宋收复，复归淮南东路，并持续到南宋灭亡。
北宋時，淮南東路包括10个州：扬州, 楚州，真州，通州，泗州，海州，泰州，滁州，亳州，宿州；南宋時亳州、宿州被撤銷，改漣水為安東州，揚、楚、海、泰、泗、滁、真、通八州仍然沿用，但是疆界略有微調，如將自唐屬於揚州的天長劃入了宋金前線泗州（今泗洪东南，盱眙对岸，即在洪泽湖水下，明清时州城屡遭洪水淹没）。
其范围基本继承了唐代的淮南道的東部，大致包括今天的江蘇省中北部，安徽省的滁州市。

## 行政區劃
| 府、州、军       | 附郭县 | 县 |
| 扬州             | 江都县 | 天长县 |
| 楚州             | 山阳县 | 淮阴县 盐城县 宝应县 |
| 真州             | 扬子县 | 六合县 |
| 泰州             | 海陵县 | 兴化县 如皋县 泰兴县 |
| 通州             | 静海县 | 海门县 |
| 泗州             | 盱眙县 | 临淮县 招信县 |
| 海州             | 朐山县 | 东海县 沭阳县 怀仁县 |
| 滁州             | 清流县 | 來安县 |
| 天长军           | 天长县 | 至道二年(996)入扬州；建炎元年(1127)复置天长军，绍兴元年(1131)再次入扬州。绍兴十一年(1141)于扬州天长县仍置天长军，辖天长、盱眙、招信三县。 |
| 淮阳军           | 下邳县 | 宿迁县 |
| 高邮军           | 高邮县 | / |
| 涟水军（安東州） | 涟水县 | / |